# Антоніо Канова
Антоніо Канова (італ. Antonio Canova; 1 листопада 1757, Поссаньйо, Республіка Венеція — 13 жовтня 1822, Венеція) — італійський скульптор, найзначніший представник класицизму в європейській скульптурі, зразок для наслідування академістів XIX століття (на кшталт Торвальдсена). Найбільші збірки його робіт — у паризькому Луврі й у петербурзькому Ермітажі.

## Біографія

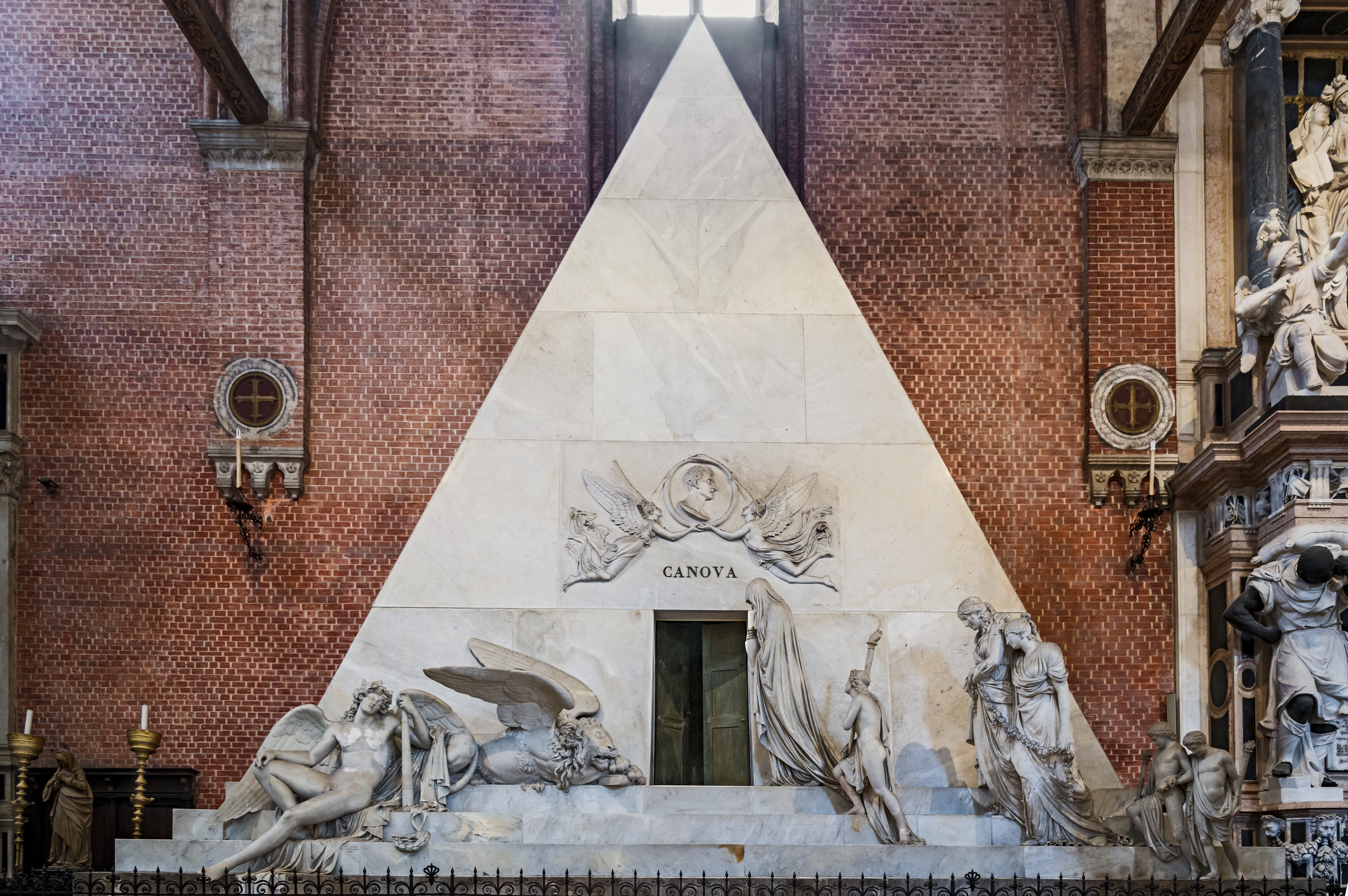
Мавзолей Канови у соборі Санта-Марія Глоріоза деї Фрарі.

Син бідняка-каменотеса, Канова рано осиротів і вступив на службу до венеційського сенатора Фалієро. Цей дав йому можливість вчитися ліплення. Маючи лише 16 років, Канова виконав для свого покровителя статуї Евридики і Орфея, а у 1779 р. для венеційського патриція Пізано, групу «Дедал та Ікар». У наступному році він попрямував до Риму, де знайомство з класичними пам'ятниками скульптури швидко розвинуло його вроджені артистичні здібності. Незабаром молодий художник посів визначне місце серед тогочасних скульпторів, і популярність його зростала з появою кожного нового його твору, поширюючись далеко за межі Італії. З усіх боків від вельмож сипалися йому замовлення. Папа Пій VII у 1802 р. зробив його головним наглядачем усіх мистецьких пам'яток у своїх володіннях.
Наполеон I запросив його у 1802 році до Парижа для приготування колосальної статуї (Наполеона) і для інших важливих робіт. Шедевр цього часу — Поліна Бонапарт в обличчі переможної Венери. Після падіння Наполеона у 1815 р. Канова енергійно сприяв тому, щоб мистецькі скарби, вивезені з Риму до Франції, були повернуті до Вічного міста; в подяку за це, так само як і за його незвичайний художній талант Пій VII наказав вписати його ім'я в Золоту книгу італійської шляхти і подарував йому титул маркіза д'Іскіа.
Попри ці почесті й прихильність Папи, славетний скульптор внаслідок своєї сварки з кардиналами залишив Рим і останні роки свого життя провів на батьківщині, в Поссаньйо, поблизу Бассано. Він помер у Венеції 13 жовтня 1822 і був похований в соборі Санта-Марія Глоріоза деї Фрарі у мавзолеї, який сам же спроектував за зразком давньоримських храмів.

## Репутація
За життя Канова мав репутацію найзначнішого зі скульпторів новітнього часу. У розвитку класицистичної скульптури він відіграв настільки ж ключову роль, що й Давід — у розвитку класичного живопису. Сучасники не шкодували сильних епітетів для опису свого схиляння перед даром Канови, який, як тоді здавалося, витримував порівняння з найкращими скульпторами античності. Його надгробки ефектні, портрети — ідеалізовано. Проте ні «урочистий спокій композиції», ні «ясність і витонченість пропорцій» не вберегли Канову від звинувачень у «холодній абстрагованості образів, сентиментальній солодкуватості і салонній красивості, безжиттєвості гладкої, відполірованої поверхні мармуру», які висували проти нього пізніше історики мистецтва.

## Твори

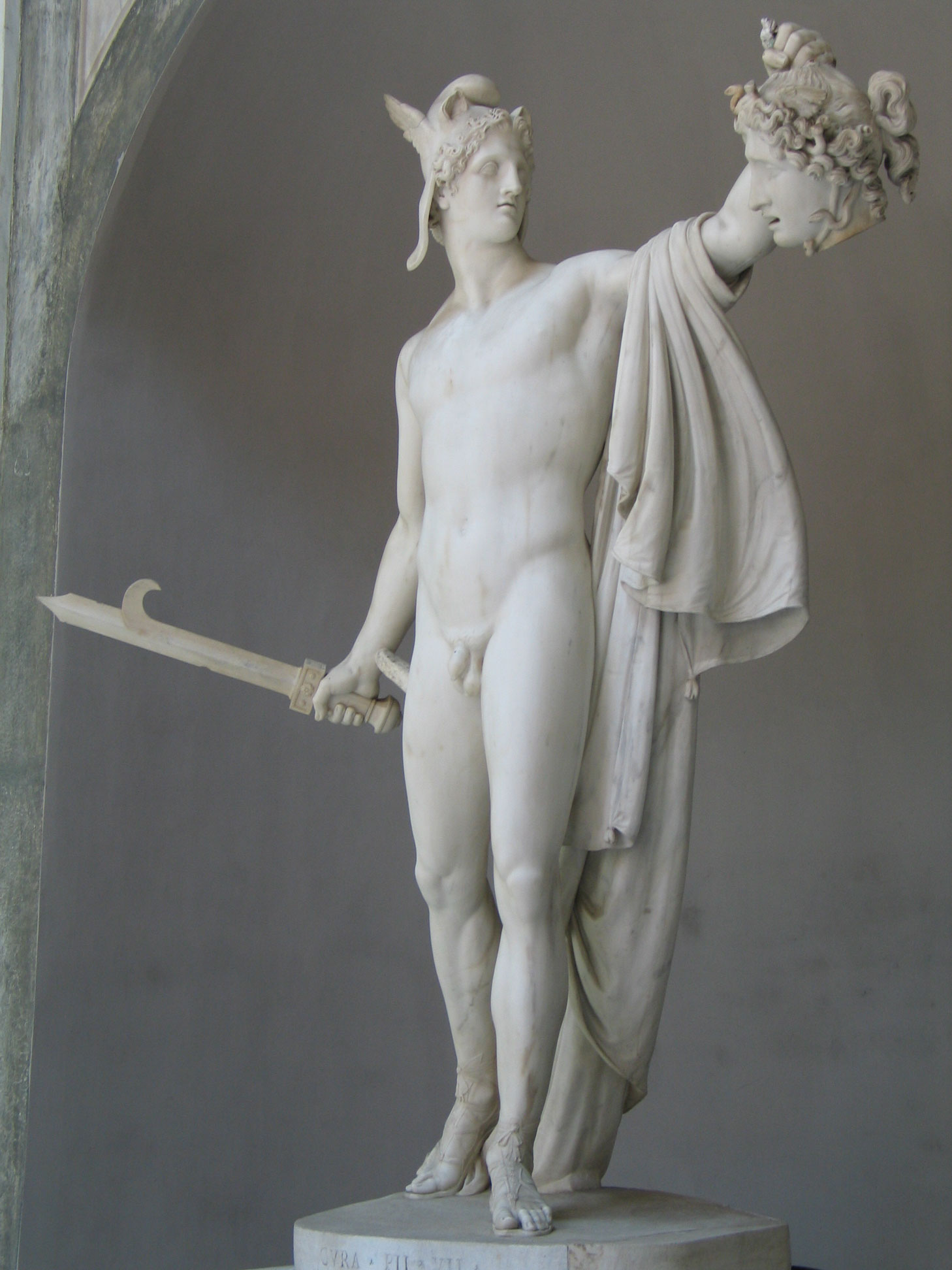
Персей з головою Медузи (Музей Пія-Климента)
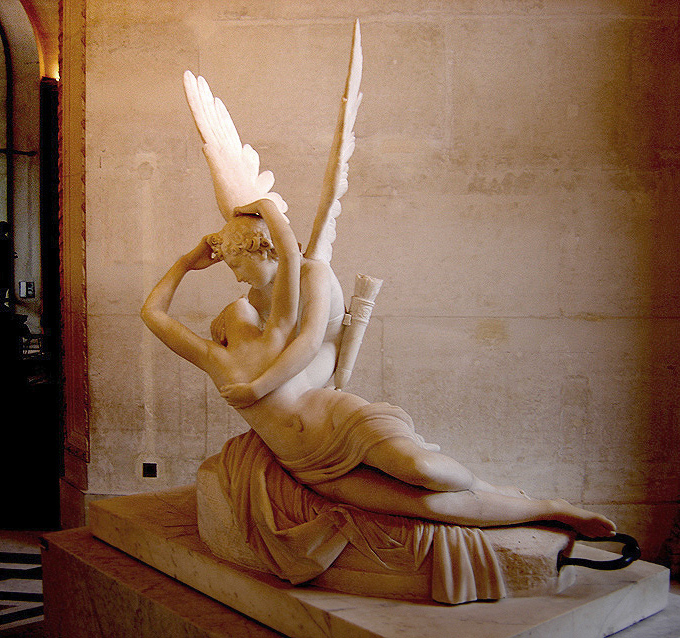
Амур і Психея (Лувр)
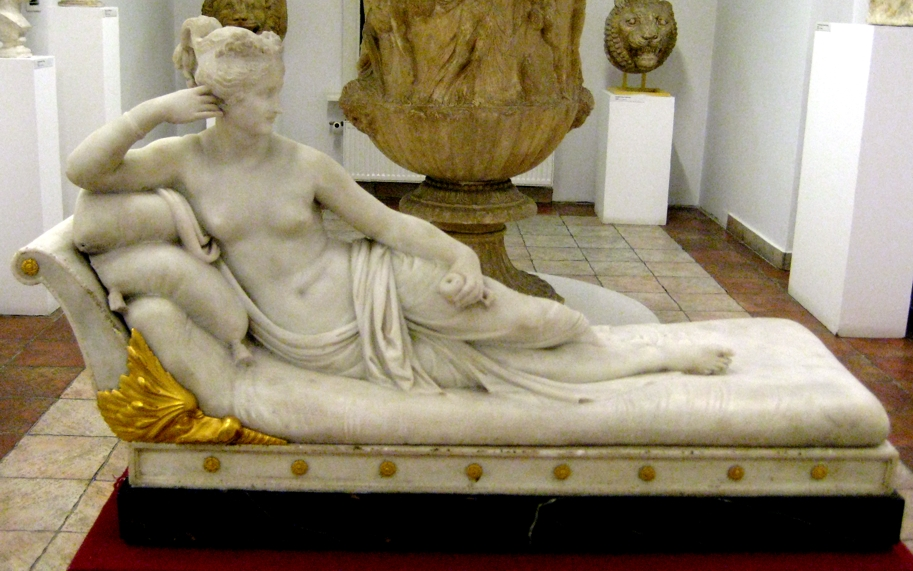
Поліна Боргезе у вигляді Венери
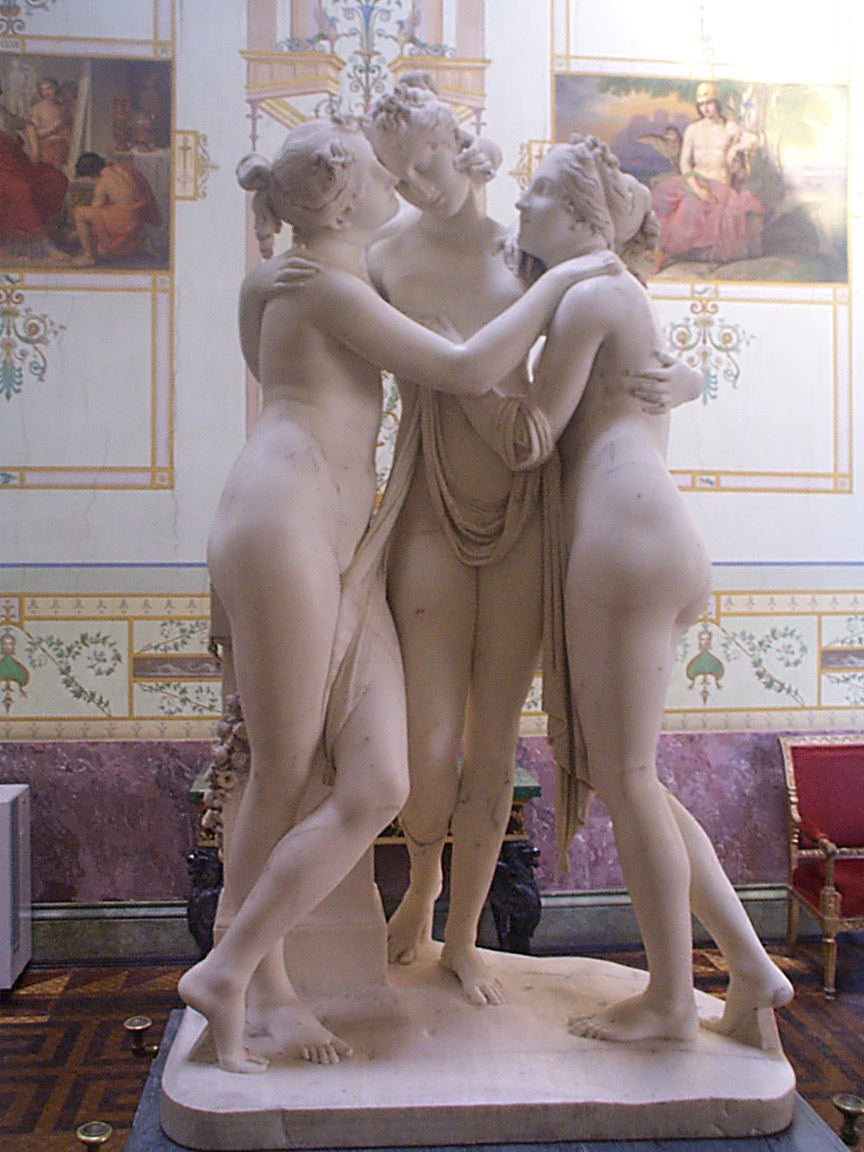
Три грації (Ермітаж)
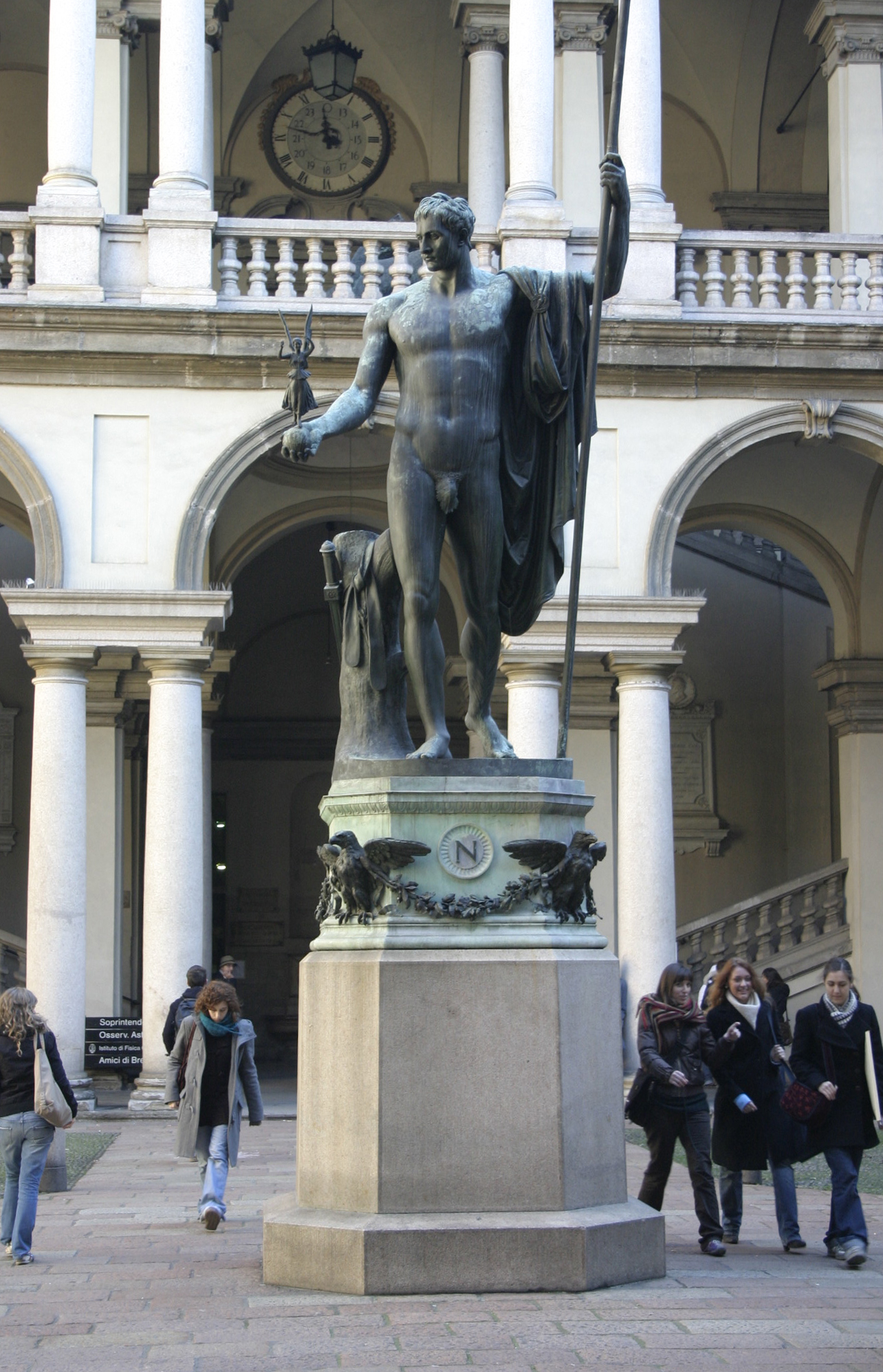
Наполеон Бонапарт (Брера)
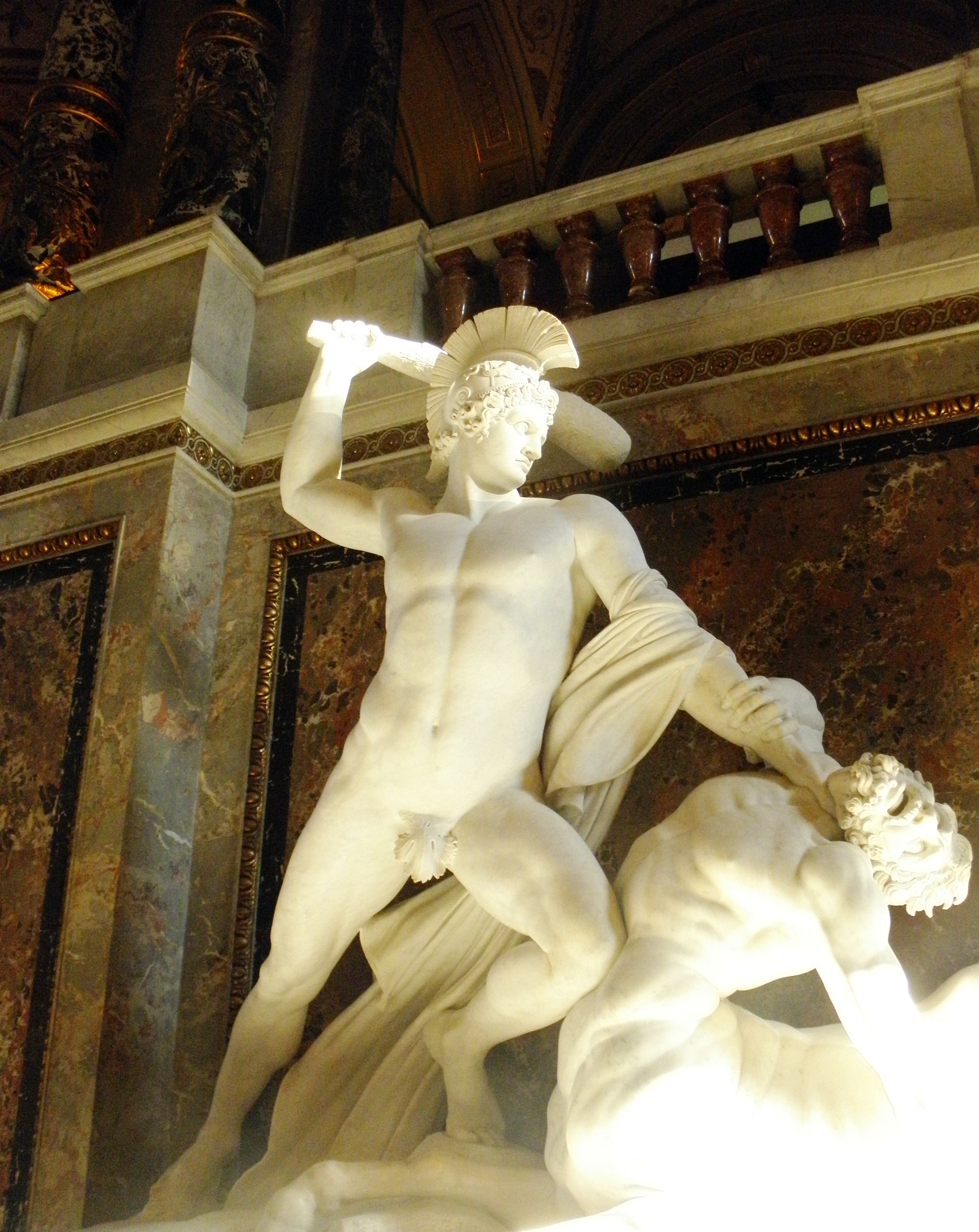
Мармурова група "Тесей перемагає кентавра" (1805-1819)
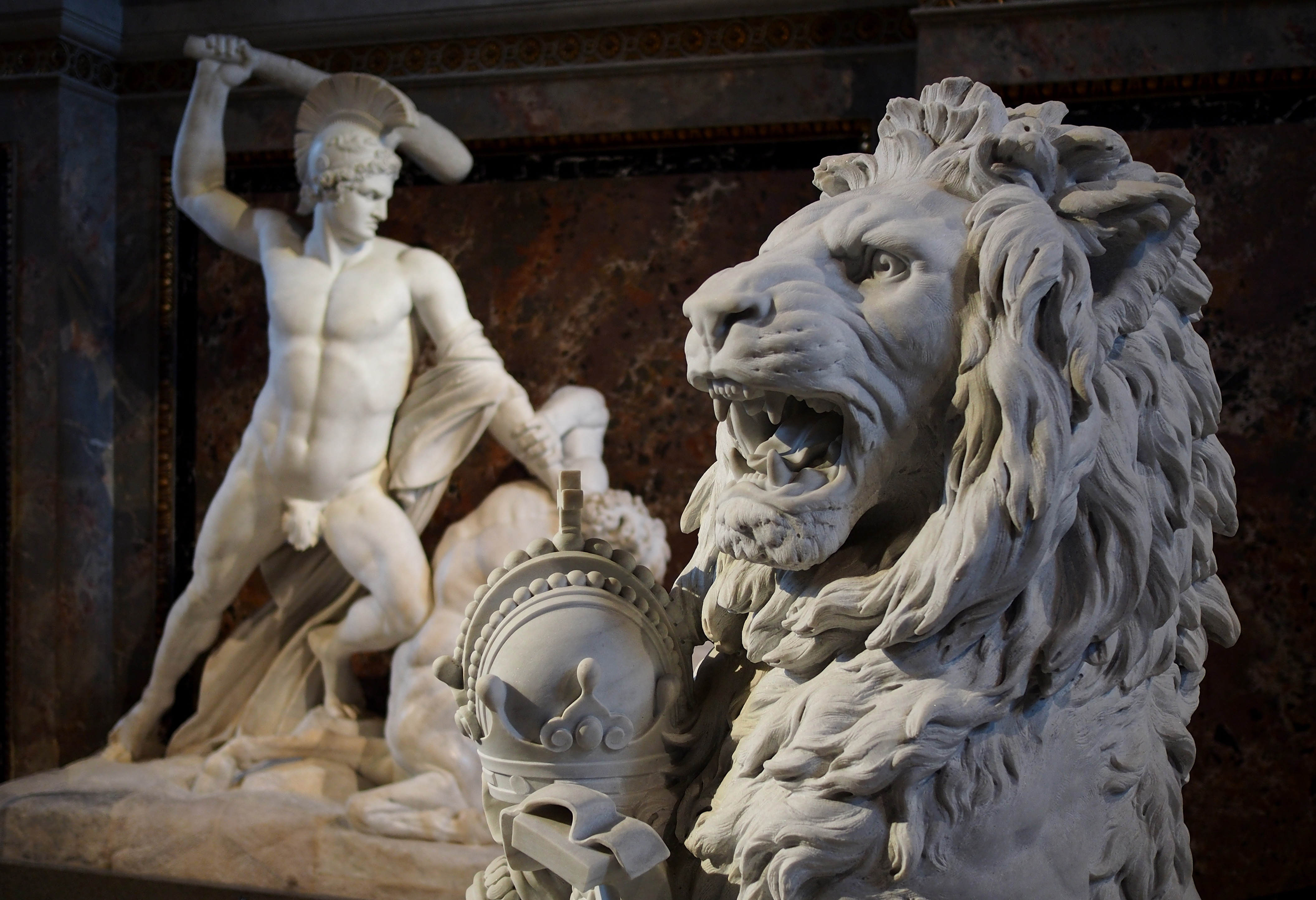
Скульптури у Художньо-історичному музеї Відня